# Vital (álbum)
Vital es un álbum de estudio del pianista, vocalista y compositor Fernando Otero, grabado en 2008 y lanzado por la compañía discográfica Harmonia Mundi.

## Premios
En 2010 Fernando Otero recibió el Grammy Latino al Mejor Álbum de Música Clásica por Vital.

## Temas
Todas las composiciones por Fernando Otero.
1. Nocturno  - 2:09
2. Aguaribay  - 3:32
3. Globalización  - 2:23
4. Siderata  - 4:05
5. La abundancia - 4:00
6. Danza preludio 22  - 0:55
7. Danza  - 1:32
8. Reforma mental  - 2:45
9. La Casa vacía  - 6:20
10. Noche iluminada  - 3:21
11. Fin de revisión - 4:41

## Personal
- Luciano Antinori  -fotografía
- Jeff Bush -trombón
- Chris Colbourn - mánager
- Nick Danielson – violín
- Héctor del Curto – bandoneón
- Norberto Di Bella – batería
- Scarlett Freund – diseño
- Pedro Giraudo – contrabajo
- René Goiffon – productor ejecutivo
- Ryan Keberle – trombone
- Gonzalo Pujal Laplagne – fotografía
- Luis Nacht – saxófono tenor
- Fernando Otero – piano, compositor, arreglista, productor
- Eduardo Percossi – guitarra clásica
- Jonathan Powell – trompeta
- Inbal Segev – chelo
- Tom Swift – mastering, mezcla, grabación
- Manuel Valdivia – coordinador de proyecto
- Patricio Villarejo – chelo